# Le Sentier de l'enfer
Pour plus de détails, voir Fiche technique et Distribution.
Le Sentier de l'enfer (Warpath) est un film américain réalisé par Byron Haskin et sorti en 1951.

## Synopsis
La fiancée de l'avocat John Vickers a été tuée à la suite d’un braquage effectué par trois hommes. Fou de douleur, celui-ci se lance à leur poursuite. Le premier qu’il réussit à tuer  quelques années après lui avoue que ses complices se sont engagés dans l'armée. Vickers, ancien officier, décide d'en faire autant afin de mieux les approcher. Il se fait enrôler dans la septième de cavalerie...

## Fiche technique
- Titre : Le Sentier de l'enfer
- Titre original : Warpath
- Réalisation : Byron Haskin
- Scénario : Frank Gruber
- Chef-opérateur : Ray Rennahan
- Musique : Paul Sawtell
- Montage : Philip Martin
- Décors : Robert Priestley
- Production : Nat Holt pour Paramount Pictures
- Durée : 95 minutes
- Date de sortie :
  - États-Unis : 22 novembre 1951

## Distribution
- Edmond O'Brien  (VF : André Valmy) : John Vickers
- Dean Jagger  (VF : Roger Treville) : Sam Quade
- Forrest Tucker  (VF : Michel Gatineau) : Sergent O'Hara
- Harry Carey Jr.  (VF : Marc Cassot) : Capitaine Gregson
- Polly Bergen (VF : Michèle André)  : Molly Quade
- James Millican  (VF : Louis Arbessier) : George Armstrong Custer
- Wallace Ford (VF : Raymond Rognoni)  : 'Irish' Potts
- Paul Fix  (VF : Jacques Dynam) : Fiore
- Louis Jean Heydt : Herb Woodson
- Paul Lees  (VF : Jean Clarieux) : Caporal Stockbridge
- Walter Sande : Sergent Parker
- Charles Dayton : Lieutenant Nelson
- Robert Bray  (VF : Henry Djanik) : Major Comstock
- Douglas Spencer  (VF : Pierre Leproux) : Kelso
- Monte Blue:emigrant
- Frank Ferguson : le marshall
- Cliff Clark  (VF : Fred Pasquali) : le barman
- Chief Yowlachie : le chef indien